# Franz Göring
Franz Göring (Suhl, 22 ottobre 1984) è un ex fondista tedesco.

## Biografia
In Coppa del Mondo ha esordito l'8 dicembre 2002 a Davos (14°) e ottenuto la prima vittoria, nonché primo podio, il 22 febbraio 2004 a Umeå.
In carriera ha preso parte a un'edizione dei Giochi olimpici invernali, Torino 2006 (43° nella 15 km), e a quattro dei Campionati mondiali, vincendo due medaglie.

## Palmarès

### Mondiali
- 2 medaglie:
  - 1 argento (staffetta a Liberec 2009)
  - 1 bronzo (staffetta a Oslo 2011)

### Mondiali juniores
- 3 medaglie:
  - 1 oro (10 km a Stryn 2004)
  - 1 argento (staffetta a Stryn 2004)
  - 1 bronzo (30 km a Stryn 2004)

### Coppa del Mondo
- Miglior piazzamento in classifica generale: 14º nel 2007
- 3 podi (1 individuale, 2 a squadre):
  - 2 vittorie (a squadre)
  - 1 terzo posto (individuale)

#### Coppa del Mondo - vittorie
| Data             | Località  | Nazione | Spec.                                                           |
| ---------------- | --------- | ------- | --------------------------------------------------------------- |
| 22 febbraio 2004 | Umeå      | Svezia  | 4x10 km (con Andreas Schlütter, Jens Filbrich e Axel Teichmann) |
| 19 novembre 2006 | Gällivare | Svezia  | 4x10 km (con Jens Filbrich, Tobias Angerer e Axel Teichmann)    |

#### Coppa del Mondo - competizioni intermedie
- 2 podi di tappa:
  - 1 vittoria
  - 1 terzo posto

##### Coppa del Mondo - vittorie di tappa
| Data           | Località   | Nazione  | Competizione | Disciplina |
| -------------- | ---------- | -------- | ------------ | ---------- |
| 3 gennaio 2007 | Oberstdorf | Germania | Tour de Ski  | 15 km TC   |

Legenda:

TC = tecnica classica